# 東星学園中学校・高等学校
東星学園中学校・高等学校（とうせいがくえんちゅうがっこう・こうとうがっこう）は、東京都清瀬市梅園三丁目に所在する私立中学校・高等学校。
2008年度より、カトリック系ミッションスクールとしては珍しい男女共学制を採っている。

## 沿革
- 1947年 - 東星学園中学校として設立
- 1956年 - 女子高等学校を設立（定時制課程）
- 1965年 - 全日制課程の高等学校を設立
- 1966年 - 定時制課程の高等学校を閉校
- 1969年 - 中高一貫教育の女子校となる
- 2001年 - 衛生看護科の募集を停止
- 2008年 - 中学校が男女共学化
- 2011年 - 高等学校が男女共学化

## 交通
- 西武池袋線秋津駅 徒歩10分
- JR武蔵野線新秋津駅 徒歩15分
- 清瀬市コミュニティバス「東星学園前」バス停すぐ

## 著名な出身者
- 真輝いづみ - 元宝塚歌劇団